# Maksim Rilski
Maksim Tadeyovich Rilski (en ucraniano: Максим Тадейович Рильський, romanizado: Maksym Tadeyovych Rylsky; Kiev, 19 de marzo de 1895 - Kiev, 24 de julio de 1964) fue un poeta, traductor, académico y doctor en ciencias filológicas soviético ucraniano.

## Biografía
Rilski nació en 1895, hijo de Tadei Rozeslavovich Rilski y Melania Fedorivna. Su padre era un activista público, etnógrafo, publicista y miembro de la Kiev Stara Hromada (Comunidad Vieja), mientras que su madre era una campesina del pueblo de Románivka, óblast de Zhitómir. Rilski recibió su educación temprana en casa y más tarde asistió al tercer grado del Gimnasio Privado de Kiev de Volodímir Naumenko en 1908. Durante su estancia en el gimnasio, Rilski se hizo amigo de las familias de Mikola Lísenko y Oleksandr Rusov. De 1915 a 1917 estudió en la facultad de Medicina de la Universidad de Kiev . Cuando en octubre de 1917 se fundó la Universidad Popular de Ucrania, Rilskiy se trasladó a su facultad de historia y filología.
Debido a la guerra entre Ucrania y la Unión Soviética, Rilski abandonó Kiev a finales de 1917. Él y su hermano Iván trabajaron en la administración de alimentos de la ciudad de Skvyra y más tarde como profesores rurales en pueblos cercanos. En 1918, simpatizantes bolcheviques en Románivka obligaron a Rilski a huir de la casa familiar, la robaron y destruyeron el invaluable archivo y biblioteca de su padre.
Rilski no regresó a Kiev hasta 1923, donde inicialmente trabajó como profesor.  En la década de 1920, fue miembro del grupo de artistas neoclásicos ucranianos, junto a Mikola Zerov, Yuri Klen, Mijailo Dray-Jmara y Pavló Filipóvich.
En 1931, fue arrestado por la NKVD acusado de críticas no autorizadas al régimen soviético y condenado a un año de prisión. Los miembros restantes del grupo neolcásico ucraniano también fueron arrestados y asesinados durante la Gran Purga de 1937. Después de salir de la prisión de Lukianivska en 1932, Rilski evitó cualquier crítica al régimen soviético y así sobrevivió al período de terror alrededor de 1937.
En 1942 asumió el cargo de director del Instituto de Bellas Artes, Folklore y Etnografía de Kiev, cargo que ocupó hasta su muerte en 1964 (el Instituto lleva ahora su nombre). Rilski se convirtió en miembro del Partido Comunista en 1943 y fue elegido miembro del Soviet Supremo de la Unión Soviética en 1946. En 1943 se convirtió en miembro de la Academia de Ciencias de la República Socialista Soviética de Ucrania y en 1958 en miembro de la Academia de Ciencias de la URSS.
En 1964 fue galardonado con el doctorado honoris causa de la Universidad Jaguelónica de Cracovia. Rilski murió en Kiev a la edad de 69 años y fue enterrado allí en el cementerio de Baikove.

## Obras
Rilski comenzó a escribir poesía a una edad temprana. Su primer poema fue publicado en 1907 en el periódico Rada, y su primera colección, En las Islas Blancas (en ucraniano: На білих островах), fue lanzado en 1910. En 1918, sus poemas Tsarevna y En el borde del bosque, así como su colección Bajo las estrellas de otoño, demostraron que su período de aprendizaje y "muestreo de voz" había pasado. Su colección de 1922, Distancia azul, lo confirmó.

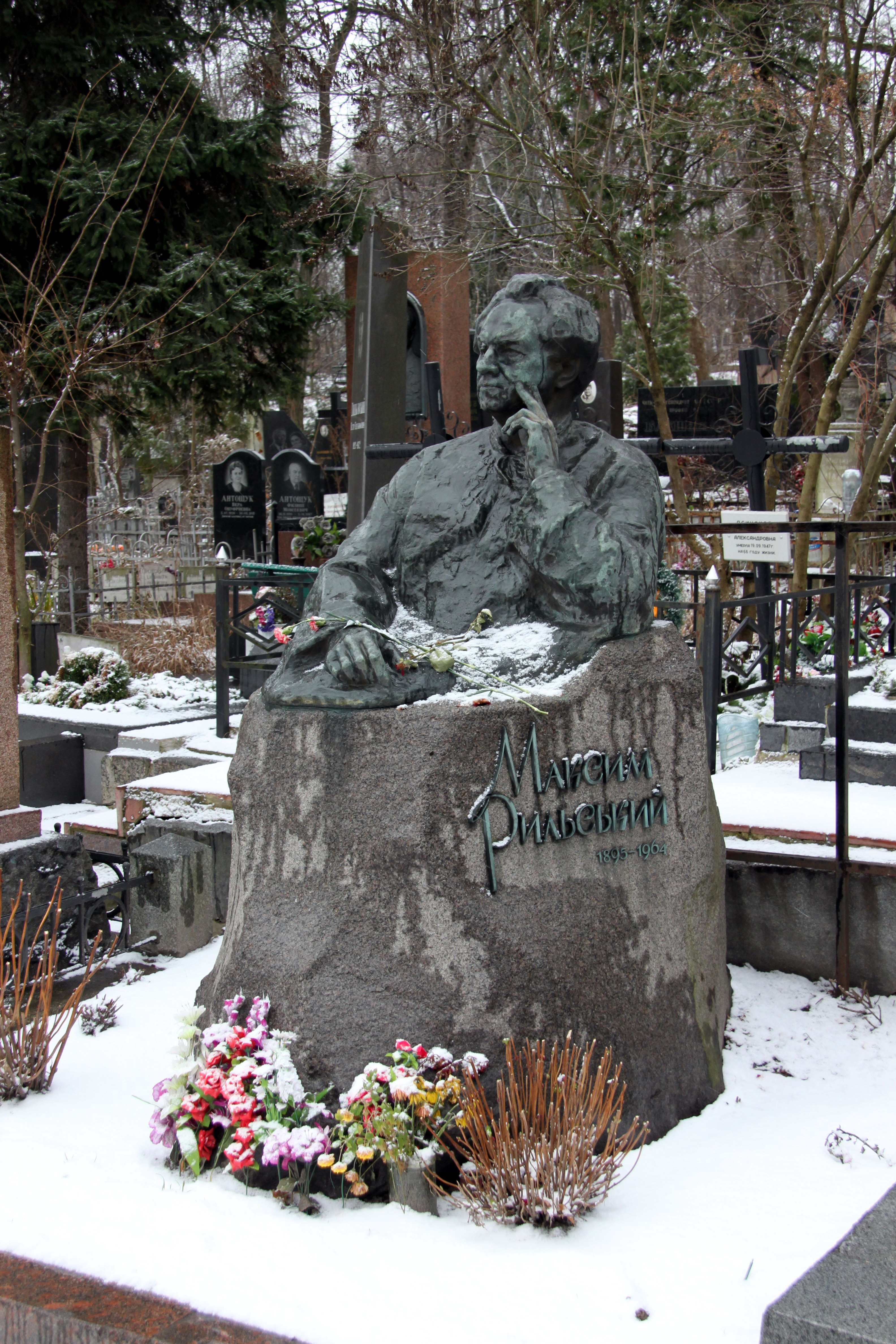
Tumba de Maksim Rilski en el cementerio de Baikove, Kiev

A lo largo de la década de 1920, continuó escribiendo numerosos poemas. Durante este tiempo, Rilski publicó varias colecciones de poesía, entre ellas A través de la tormenta y la nieve (1925), La 13.ª primavera (1926), Donde los caminos se encuentran y Zumbido y estruendo (ambas de 1929). En esta última colección, Rilski también demostró su habilidad como traductor de poesía mundial, incluyendo obras de Paul Verlaine, Valeri Briúsov, Stéphane Mallarmé, Maurice Maeterlinck y otros. Rilski era un traductor con conocimiento de 13 idiomas y capacidad para traducir desde 30 idiomas. Se especializó en la traducción del francés, polaco y ruso; una traducción notable fue la de Pan Tadeusz de Adam Mickiewicz.
Como representante de la doctrina del "arte puro", Maksim Rilsky estuvo activo durante los años en que los estalinistas adoptaron la doctrina oficial del realismo socialista. En 1937, participó en la reescritura del libreto de la ópera Taras Bulba de Mikola Lísenko y más tarde regresó a las formas neoclásicas. Rilski es uno de los poetas ucranianos más destacados del siglo XX y un maestro del soneto moderno y del poema narrativo largo. Estuvo estrechamente asociado con el grupo neoclásico de poetas ucranianos. Emplearon formas poéticas tradicionales con rima y métrica, escribieron en un lenguaje contemporáneo claro y accesible y a menudo hicieron referencia a la mitología griega y romana antigua, así como a numerosos otros autores de la literatura mundial, en su poesía.
Durante el período de guerra, escribió dos poemas magistrales y extensos que se apartaban del realismo socialista: Sed (1942) y Viaje a la juventud (1941-1944), por los que fue nuevamente reprendido públicamente. Publicó alrededor de 30 colecciones de poesía original durante su vida, así como numerosas traducciones y trabajos académicos. En 1974 ya se habían publicado en la Unión Soviética casi cinco millones de ejemplares de sus obras, en su versión original o traducidas.

## Premios
- Premio Stalin (1943) por sus colecciones de poemas Slovo pro ridnu matir, Svitova zorya, Svitla zbroya, Mandrivka v molodist.
- Premio Stalin (1950) por su traducción al ucraniano del poema Pan Tadeusz de Adam Mickiewicz.
- Premio Lenin (1960) por sus colecciones de poemas Daleki neboskhyly (1959) y Troyandy j vynohrad (1957).